# Gmina Viimsi
Gmina Viimsi (est. Viimsi vald) – gmina wiejska w Estonii, w prowincji Harju. Do gminy należy fragment stałego lądu oraz wyspy: Naissaar, Prangli, Äksi, Tiirlood, Keri, Kräsuli, Seinakari, Kumbli i Pandju.
W skład gminy wchodzą:
- 2 miasteczka: Haabneeme i Viimsi
- 20 wsi: Äigrumäe, Idaotsa, Kelnase, Kelvingi, Laiaküla, Leppneeme, Lõunaküla, Lubja, Lääneotsa, Metsakasti, Miiduranna, Muuga, Pringi, Pärnamäe, Püünsi, Randvere, Rohuneeme, Tagaküla, Tammneeme, Väikeheinamaa.